# Chilia (okręg Aluta)
Chilia – wieś w Rumunii, w okręgu Aluta, w gminie Făgețelu. W 2011 roku liczyła 256 mieszkańców.